# Учебно-научный институт международных отношений Киевского национального университета имени Тараса Шевченко
Учебно-научный институт международных отношений Киевского национального университета имени Тараса Шевченко (укр. Навчально-науковий інститут міжнародних відносин Київського національного університету імені Тараса Шевченка) — украинское высшее учебное заведение, структурное подразделение Киевского национального университета имени Тараса Шевченко. 
Занимается подготовкой специалистов в сфере международных отношений и внешней политики. Институт известен как один из самых престижных вузов Украины, где обучаются дети ряда политиков и бизнесменов.

## История
По приказу Дмитрия Мануильского Наркомат просвещения Украинской ССР 18 октября 1944 года принял решение открыть факультет международных отношений при Киевском государственном университете имени Т. Г. Шевченко для подготовки специалистов Народного комиссариата иностранных дел УССР. Создание комиссариата регулировалось законом от 1 февраля 1944 года «О предоставлении союзным республикам полномочий в области внешних отношений и о преобразовании в связи с этим Народного Комиссариата иностранных дел из общесоюзного в союзно-республиканский Народный Комиссариат». Одной из причин создания нового внешнеполитического ведомства было решение советского руководства усилить роль СССР на международной арене.
Сразу после создания факультета на него было набрано 19 студентов на первый курс и 42 — на второй. С 1948 года подготовка велась по специальностям: «историк-международник» и «юрист-международник», а в 1953 году была добавлена новая — «референт-переводчик». С 1944 по 1955 годы заведующими факультетом являлись И. А. Василенко и П. М. Овчаренко.
В 1955 году факультет приостановил свою работу, а подготовка специалистов-международников велась на историко-философском и юридическом факультетах. Свою деятельность он возобновил в 1971 году под названием факультет международных отношений и международного права. Восстановление работы международного факультета было связано с потребностью подготовки иностранных студентов. В 1972 году была открыта третья специальность подготовки — «Международные экономические отношения». С 1971 по 1991 год деканами факультета являлись Глеб Цветков, Анатолий Чухно, О. К. Еременко, Константин Забегайло, Владимир Буткевич и Антон Филипенко. Всего на факультете было подготовлено около 3,5 тысяч специалистов, преимущественно из числа иностранцев.
4 мая 1988 года факультет был преобразован в Институт международных отношений и международного права. Директором института стал Владимир Буткевич. Спустя два года, 4 декабря 1990 года, организация была переименована в Украинский институт международных отношений при Киевском государственном университете имени Т. Г. Шевченко. Директором в это время являлся Виктор Пащук.
После обретения Украиной независимости, институт в 1994 году вновь сменил название, став Институтом международных отношений Киевского национального университета имени Тараса Шевченко. Руководителем учебного заведения был назначен Леонид Губерский. В указе Президента Украины Леонида Кучмы от 30 мая 1995 года институт был определён «главным учебно-методическим центром по подготовке на базе полного среднего общего образования специалистов для работы в сфере международных отношений и внешней политики Украины». Спустя год, указом премьер-министра Павла Лазаренко от 20 июля 1996 года данным статусом была наделена Дипломатическая академия Украины при Министерстве иностранных дел.
С октября 2021 года носит название Учебно-научный институт международных отношений.

## Специальности
- Международные отношения
- Международное право
- Международные экономические отношения
- Международный бизнес
- Международные коммуникации
- Международное регионоведение

## Структура
Учебно-научный институт международных отношений включает 12 кафедр:
- Кафедра иностранных языков
- Кафедра международного регионоведения
- Кафедра международных отношений и внешней политики
- Кафедра международных организаций и дипломатической службы
- Кафедра международных медиакоммуникаций и коммуникативных технологий
- Кафедра международных финансов
- Кафедра международного бизнеса
- Кафедра международного права
- Кафедра международного частного права
- Кафедра международной информации
- Кафедра сравнительного и европейского права
- Кафедра мирового хозяйства и международных экономических отношений

В состав института по состоянию на 2004 год входили:
- Центр подготовки и переподготовки иностранных граждан
- Лаборатория технических средств обучения
- Лаборатория информатики и вычислительной техники, множительной техники
- Научная библиотека
- Музей (создан в 1997 году)
- Центр европейских студий (создан в 2000 году)
- Центр иностранных языков (создан в 2001 году)
- Центр дистанционного обучения (создан в 2002 году)
- Центр европейской документации (создан в 1997 году)
- Информационный центр Международного валютного фонда (создан в 1997 году)
- Центр информации и документации НАТО (создан в 1997 году)
- Информационный офис ГУУАМ (создан в 2002 году)

При институте также существует студенческий телевизионный проект — ИМО-ТВ (укр. ІМВ-ТБ).

## Здание
Учебно-научный институт международных отношений расположен в здании № 36 по улице Юрия Ильенко, построенном в 1980-е годы в стиле модернизм по проекту архитектора Игоря Шпары для нужд Киевской высшей партийной школы. Архитектурная композиция комплекса состоит из доминанты — 14-этажного здания общежития, а также из 4-этажного учебного корпуса.

## Издания
Институт издаёт сборники «Вестник Киевского университета. Международные отношения», «Актуальные проблемы международных отношений» и «Научные записки Института международных отношений Киевского национального университета имени Тараса Шевченко».

## Руководители
- Василенко И. А. (1944—1953)[4]
- Чухно Анатолий (1972—1973)[4]
- Цветков Глеб (1973—1979, 1980—1984)[4]
- Еременко О. К. (1976—1977)[4]
- Забегайло Константин (1972, 1979—1980)[4]
- Буткевич Владимир (1984—1988)[4]
- Филипенко Антон (1980—1990)[4]
- Пащук Виктор (1990—1994)[5]
- Губерский Леонид (1994—2008)[5]
- Копейка Валерий (2008—н. в.)

## Выпускники
Полный список выпускников Учебно-научного института международных отношений КНУ, о которых есть статьи в Википедии, смотрите здесь.
- Порошенко Пётр — президент Украины (2014—2019)[10]
- Саакашвили Михаил — президент Грузии (2004—2013)[10]
- Вабара Адольфус — председатель Сената Нигерии (2003—2005)[11]

С 2011 года функционирует Ассоциация выпускников института .